# Enspel
Enspel település Németországban, Rajna-vidék-Pfalz tartományban. Lakosainak száma 297 fő (2023. december 31.).

## Népesség
A település népességének változása:
| Lakosok száma | 272  | 281  | 264  | 276  | 304  | 297  |
|               | 1975 | 2017 | 2019 | 2021 | 2022 | 2023 |